# ISO 3166-2:GS

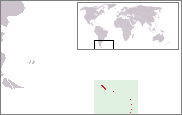
Jižní Georgie a Jižní Sandwichovi ostrovy na mapě světa

Kódy ISO 3166-2 pro Jižní Georgii a Jižní Sandwichovy ostrovy neidentifikují žádné regiony (stav v roce 2015).